# Podegelenk
Podegelenke sind Gelenke, die je nach Bauform zu den Gleichlaufgelenken, Weitwinkelgelenken und Verschiebegelenken zählen.
Ein Wellenende (Wellenstumpf) trägt zwei oder mehrere Zapfen, welche häufig zur Reibungsminderung mit Kugeln, Rollen oder Kugellagern versehen sind und in die entsprechende Aufnahme im Gegenstück eingreifen. Nach der Anzahl der Zapfen werden Podegelenke eingeteilt in:
- Bipodegelenke (zwei Zapfen)
- Tripodegelenke (drei Zapfen)
- Quattropodegelenke (vier Zapfen).

Der Vorteil der Podegelenke besteht in einem großen Verschiebeweg bei Beugungswinkeln bis zu 60°, geringem Reibungswiderstand und guter Drehmomentaufnahme.

## Geschichte
Podegelenke traten bereits Mitte des 19. Jahrhunderts als Bipodegelenke auf und sollten unter anderem als Ersatz für Kreuzgelenke dienen, die ungleichmäßige Winkelgeschwindigkeiten zwischen beiden Wellenenden aufweisen. Die erst industrielle Anwendung fanden sie 1902 durch Robert Schwenke, der sie 1905 für die erste deutsche Konstruktion eines Kleinwagens mit Frontantrieb nutzte. Populär wurden sie 1921, als John B. Flick sie für den Ford T mit Vierradantrieb nutzte. 1935 gab es durch John W. Kittredge die erste industrielle Anwendung für ein Tripodegelenk. 1913 wurde erstmals ein Quattropodegelenk entworfen.